# ペーター・ハルム
ペーター・ハルム（Peter Halm、1854年12月14日 - 1923年1月25日）は、ドイツの版画家、美術教師である。ミュンヘン美術院で版画を教えた。

## 略歴
マインツで宿屋の主人、醸造業者の息子に生まれた。はじめ建築家を目指し、ダルムシュタット工科大学に入学した。1875年からミュンヘン美術院で、版画家のヨハン・レオンハルト・ラープ(Johann Leonhard Raab)や画家のルートヴィヒ・フォン・レフツに学んだ。
1883年から1885年の間は友人になったカール・シュタウファー＝ベルン(1857-1891)に招かれてベルリンに住み、ベルリン美術館の館長、ヴィルヘルム・フォン・ボーデ(Wilhelm von Bode)のもとでマックス・クリンガー(1857-1920)とともに、美術館のコレクションの巨匠の作品の複製版画の制作を行った。ベルリンでは美術史家になる弟のフィリップ・マリア・ハルム(Philipp Maria Halm)の面倒をみた。
1900年にミュンヘン美術院の教授になり、おもにグラフィック・アーティストを育てた。1925年1月に重病になるまでその仕事を続け、1923年1月25日にミュンヘンで没した。
多くのハルムの作品はミュンヘン州立版画素描館(Staatliche Graphische Sammlung München)に収蔵されている。
息子のGeorge Nikolaus Halmは経済学者になった。
エッチングの技法を芸術版画として復活させたとされる版画家の一人とされ、オリジナル・エッチング協会(Verein für Original-Radierung)の創立メンバーとなった。ドイツやイタリアの風景版画なども制作した。

## 作品

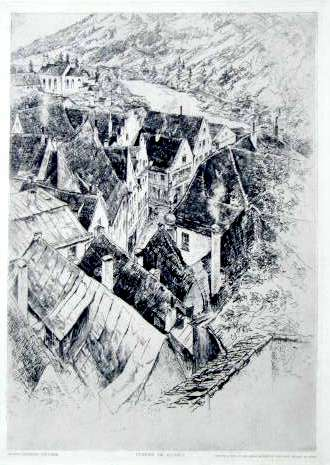
ヒュッセンの風景(c.1910)
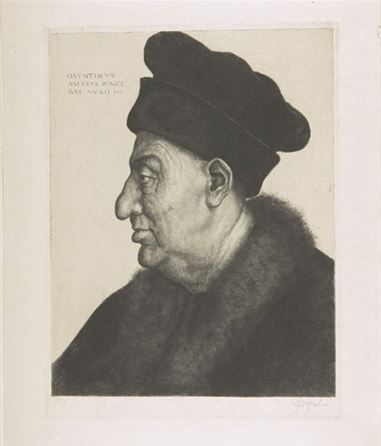
肖像画
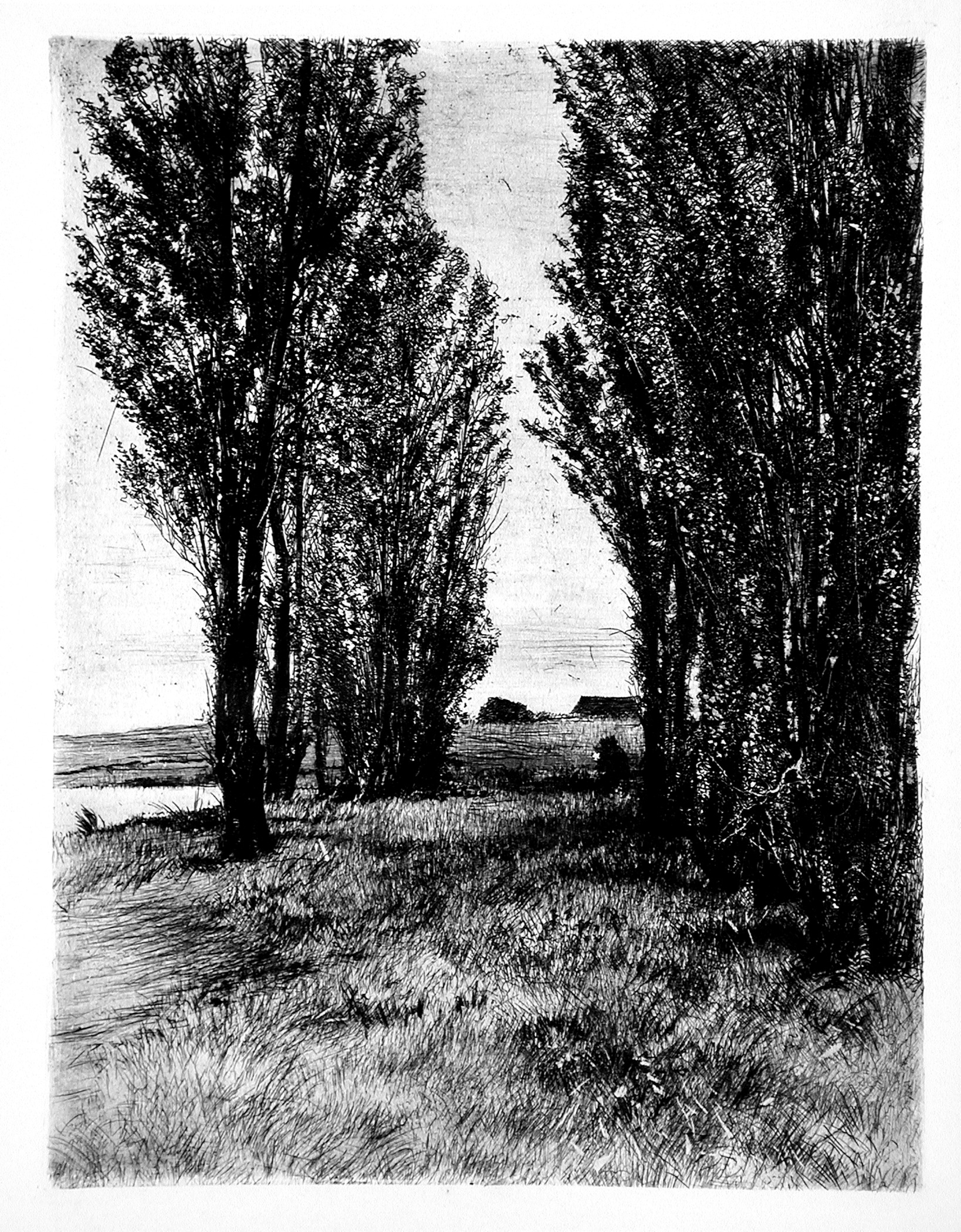
風景画
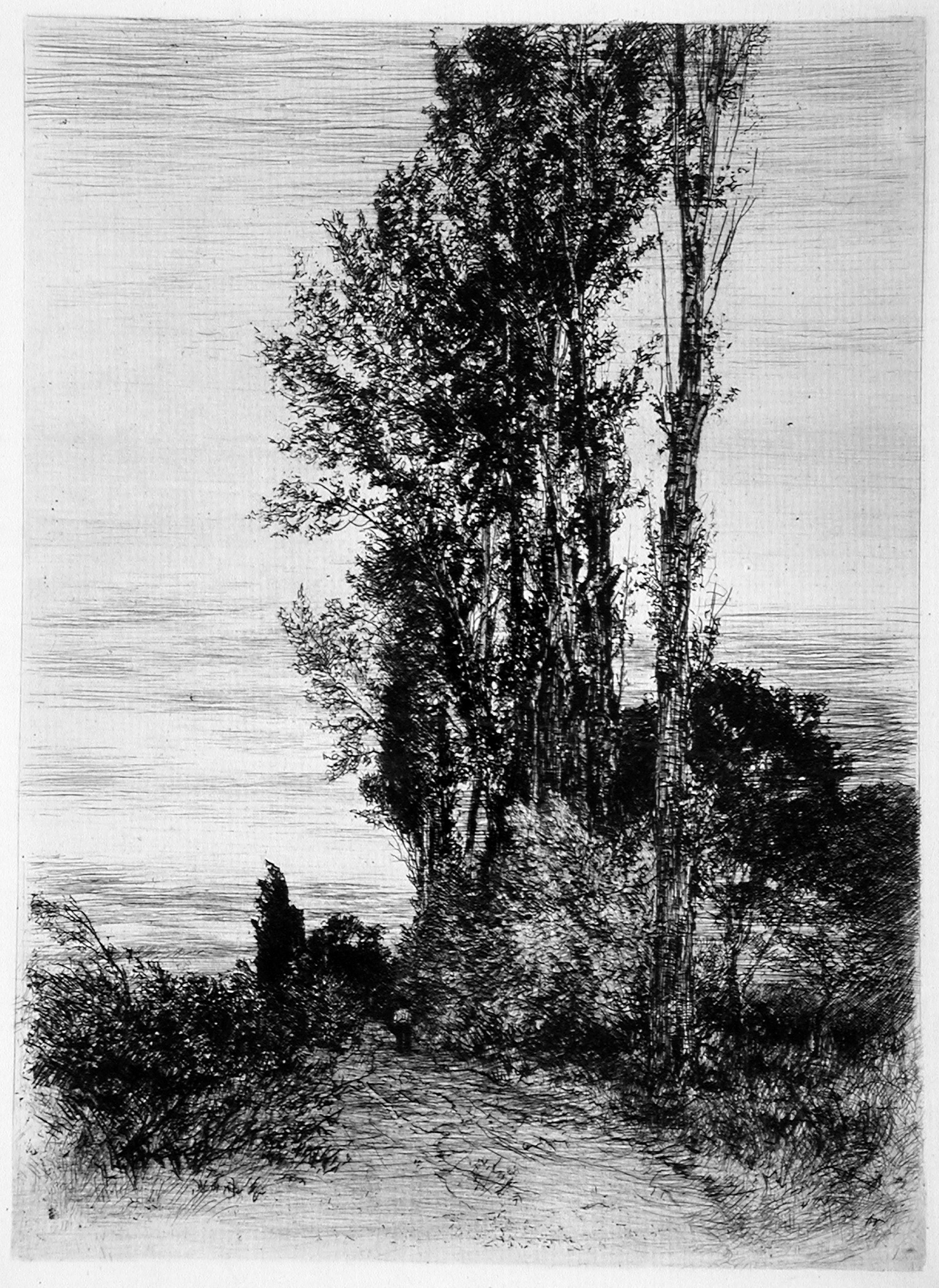
ポプラ

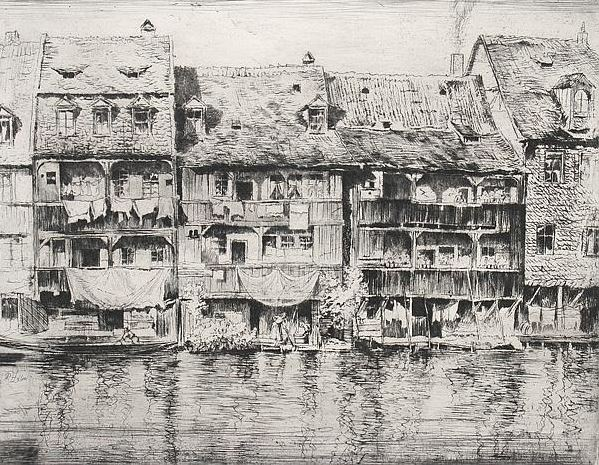
ボンベルク
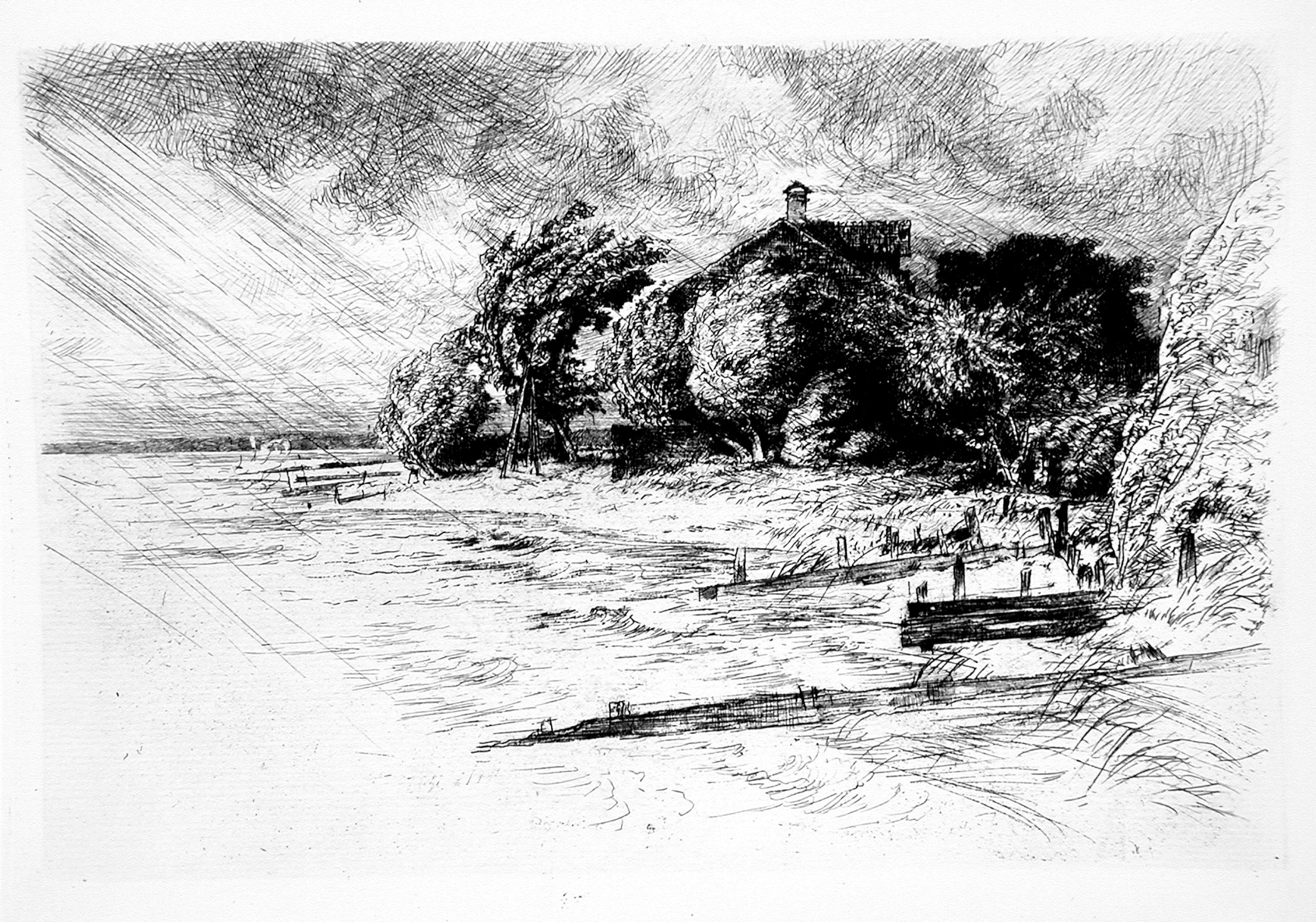
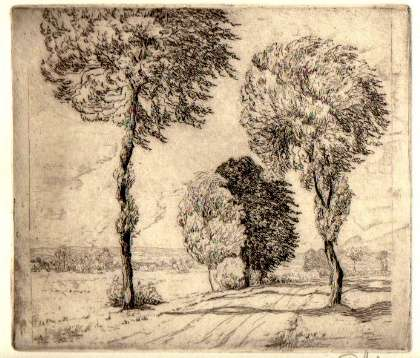